# Corbeni (okręg Braiła)
Corbeni – wieś w Rumunii, w okręgu Braiła, w gminie Racovița. W 2011 roku liczyła 143 mieszkańców.